# Aeropuerto El Alcaraván
Aeropuerto Internacional el Alcaraván - Yopal (EYP) (IATA: EYP, OACI: SKYP) que sirve a la ciudad de Yopal, capital del departamento colombiano de Casanare.
Esta terminal aérea, está clasificada en Categoría 8, contando con los servicios esenciales de un aeropuerto como son: Policía Aeroportuaria, servicio SEI, SAR, ATS, TMA, administración de la Aeronáutica Civil, hangares, zona de embarque y desembarque de pasajeros, zona de carga, módulos y oficinas comerciales, estaciones de combustibles, restaurantes, y un campo deportivo. 
Las aerolíneas que operan comercialmente el transporte de pasajeros son Avianca, LATAM Colombia, la aerolínea líder en el segmento de vuelos regionales cómo Clic Air. La empresa ALPES opera con vuelos chárter hacia varios destinos.
Por mandato de la Ley 2368 de 2024 la Aerocivil debe recategorizarlo como un aeropuerto internacional, está ley fue promovida por el senador y Exgobernador de Casanare Josué Alirio Barrera Rodríguez y Sancionada en el Gobierno del Presidente Gustavo Petro.
Frente al aeropuerto el Grupo de Planificación Aeroportuaria de la AEROCIVIL manifiesta que, desde el año 2012, la entidad cuenta con un instrumento de planificación para el aeropuerto, el cual ha sido utilizado para el desarrollo de la infraestructura aeroportuaria entre 2015 y 2019. Entre los desarrollos se incluyen una nueva terminal de pasajeros con vías de acceso, urbanismo, una nueva plataforma con calles de rodaje desde la Calle Alfa hasta la Calle Echo, así como una torre de control, un cuartel de bomberos y una vía rápida para el cuartel de bomberos.
En la antigua infraestructura, se contempla la transformación de la terminal de pasajeros en una terminal de carga para ofrecer a la comunidad de Yopal la posibilidad de prestar este tipo de servicio.

## Historia
En el año 1965 iniciaron los primeros vuelos comerciales en este aeropuerto tras la fundación de Aerotaxi Casanare S.A. Durante muchos años esta fue la única aerolínea que funcionó en la ciudad hasta el año 1992 cuando la aeronáutica civil permitió que Aires S.A. actual LATAM Colombia hiciera vuelos desde y hacia El Yopal.
Por interés de Ecopetrol, British Petroleum y otras compañías petroleras, en el año 1996 invirtieron aproximadamente 6100 millones de pesos colombianos para mejorar las instalaciones y ampliación de la pista del aeropuerto ya que planeaban contratar los servicios de Heavy Lift para transportar material de grandes dimensiones desde la ciudad de Barranquilla, Atlántico hasta El Yopal.
Por mandato de la Ley 2368 de 2024 el Aeropuerto el Yopal (EYP) se erigió como el Aeropuerto Internacional el Alcaraván Yopal (EYP). La Ley 2368 de 2024 fue autoría del Senador Josué Alirio Barrera Rodríguez y contó con el apoyo jurídico del abogado Alexis Ferley Bohorquez.

## Operación regular
- LATAM Colombia

Tras la compra de Aires S.A por parte de LAN AIRLINES, esta aerolínea empezó operaciones bajo el nombre de LAN Colombia con Dash 8 con una capacidad para 70 pasajeros; sin embargo, algunos meses después, debido a la gran demana, la aerolínea tuvo que reemplazar este avión por Boeing 737-700 el cual cuenta con 150 sillas en clase turista, posteriormente el 8 de octubre de 2011 La aerolínea empezó operaciones con Airbus A320. Actualmente existen 3 vuelos diarios entre Bogotá y Yopal.
- Avianca

Desde el año 2012, este empresa volvió a retomar operaciones tras haberlas suspendido hace muchos años, la aerolínea opera con ATR 72 con capacidad de 68 pasajeros y con Airbus A318 con capacidad para 12 pasajeros en clase ejecutiva y 88 en clase turista. Avianca tiene dos vuelos diarios entre la capital de Colombia y la del Casanare.
- Clic Air

Con una flota de BAe Jetstream 41 de 30 sillas cada uno y ATR 42 con 48 sillas, Clic Air es la aerolínea regional que más vuelos tiene hacia Yopal alcanzado hasta los 10 vuelos diarios.

## Características principales
- Longitud de pista: 2.245 m en asfalto
- Peso máximo de operación (PMO): 200.000 lbs.
- Pista iluminada en su totalidad, operación: 06:00 a las 20:00 horas.
- Capacidad para aviones: ANTONOV-124-100
- VOR (VERY HIGH FRECUENCY OMNIDIRETIONAL RANGE, Radiofaro omnidireccional de muy alta frecuencia)
- DME (DISTANCE MEASURING EQUIPEMENT, EQUIPO MEDIDOR DE DISTANCIA)

### El Antonov 124

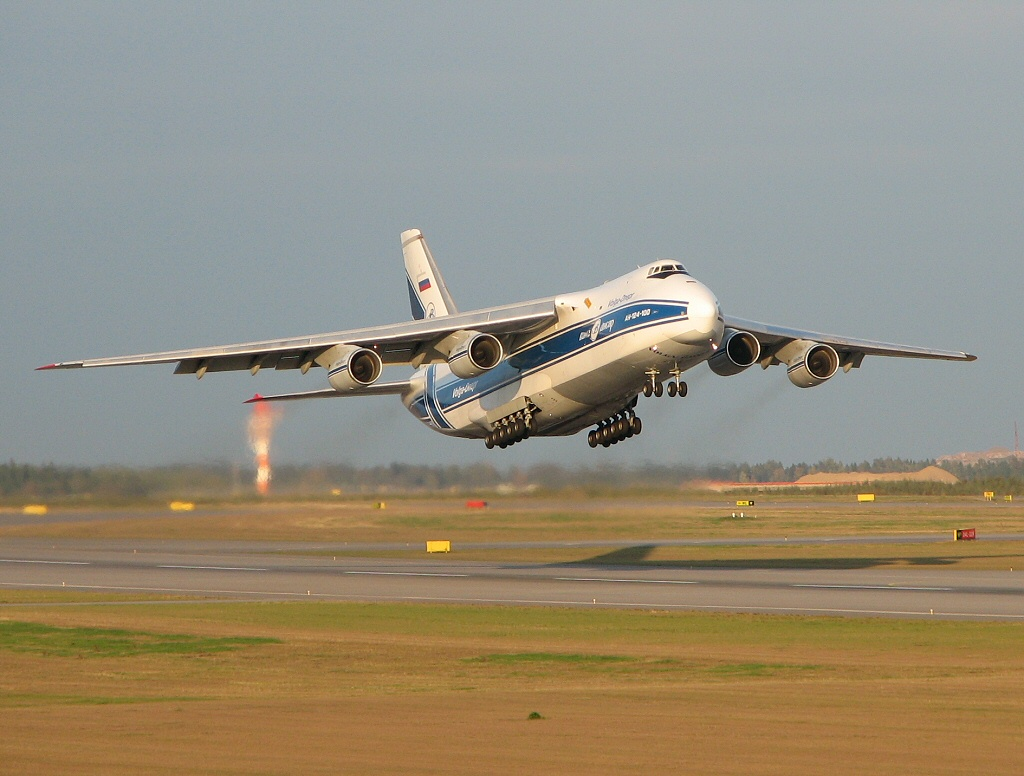
El Antonov aterrizó en El Alcaraván para transportar carga de la industria petrolera.

En agosto de 1997 la revista Motor publicó un artículo sobre los viajes que realizó el Antonov 124, avión de carga con capacidad de 120 toneladas de carga, desde la ciudad de Barranquilla, Atlántico hasta la ciudad de El Yopal.
Los viajes que tuvieron un costo aproximado de 85 millones cada uno fueron financiados por British Petroleum, Ecopetrol, La aeronáutica Civil tenía el objetivo de transportar material y máquinas de la industria del petróleo.

### Torre de control
Se prestan los servicios de:
- ATC (Control de aeródromo)
- TMA (Control de aproximación)
- SEI (servicio de salvamento y extinción de incendios) para ello posee una máquina OSHKOSH T1000, una máquina OSHKOSH T6, una máquina DODGE W30.
- SAR (Servicio aéreo de rescate)

## Aerolíneas y destinos

### Destinos nacionales

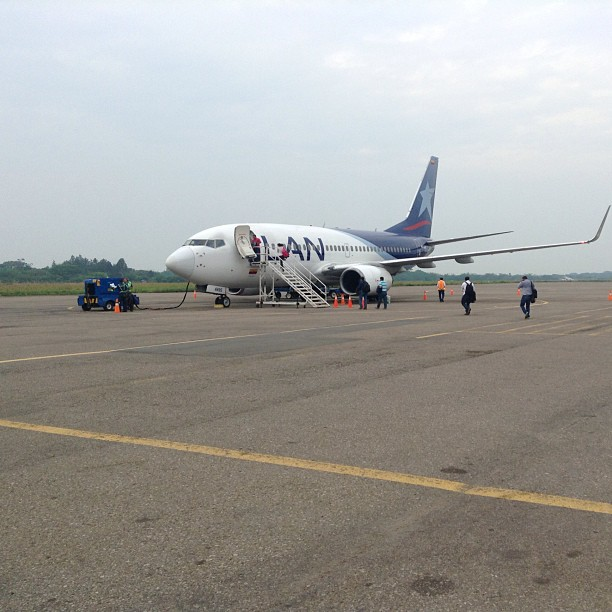
Boeing 737-700 en la pista del aeropuerto

| Ciudad                                                   | Nombre del aeropuerto              | Aerolíneas                              | Aeronaves          | Frecuencias |
| -------------------------------------------------------- | ---------------------------------- | --------------------------------------- | ------------------ | ----------- |
| Bogotá                                                   | Aeropuerto Internacional El Dorado | Avianca Express LATAM Colombia Clic Air | A320 / A319 / AT72 | 67 23 4 38  |
| Total: 1 destino, 3 aerolíneas, 65 frecuencias semanales |                                    |                                         |                    |             |

### Vuelos chárter
- ALPES Aerolíneas Petroleras
  - Arauca / Aeropuerto Santiago Pérez
  - Sogamoso / Aeropuerto Alberto Lleras Camargo

### Transporte de carga
- Aerosucre
  - Bogotá / Aeropuerto Internacional El Dorado
  - Mitú / Aeropuerto Fabio Alberto León Bentley
  - Puerto Inírida / Aeropuerto César Gaviria Trujillo

- Avianca Cargo
  - Bogotá / Aeropuerto Internacional El Dorado

- Líneas Aéreas Suramericanas
  - Bogotá / Aeropuerto Internacional El Dorado

## Aerolíneas que cesaron operación
Aerolíneas extintas
- AeroTACA
  - Bogotá / Aeropuerto Internacional El Dorado
  - Bucaramanga / Aeropuerto Internacional Palonegro
  - Saravena / Aeropuerto Los Colonizadores
  - Tame / Aeropuerto Gabriel Vargas Santos
  - Villavicencio / Aeropuerto Vanguardia
  - Sogamoso / Aeropuerto Alberto Lleras Camargo
  - Orocué / Aeropuerto La Vorágine

- Líneas Aéreas La Urraca (Vuelos regionales)

- Aerolínea El Venado (Vuelos regionales)

Aerolíneas Operativas
- Avianca
  - Sogamoso / Aeropuerto Alberto Lleras Camargo
  - Villavicencio / Aeropuerto Vanguardia

- Avianca a través de Avianca Aerotaxi
  - San Luis de Palenque / Aeropuerto de San Luis de Palenque
  - Villavicencio / Aeropuerto Vanguardia
  - Trinidad / Aeropuerto de Trinidad

- Viva Colombia
  - Bogotá / Aeropuerto Internacional El Dorado

- LATAM Colombia
  - Bucaramanga / Aeropuerto Internacional Palonegro
  - Sogamoso / Aeropuerto Alberto Lleras Camargo

- Satena
  - Bogotá / Aeropuerto Internacional El Dorado